# Eckart Brödermann

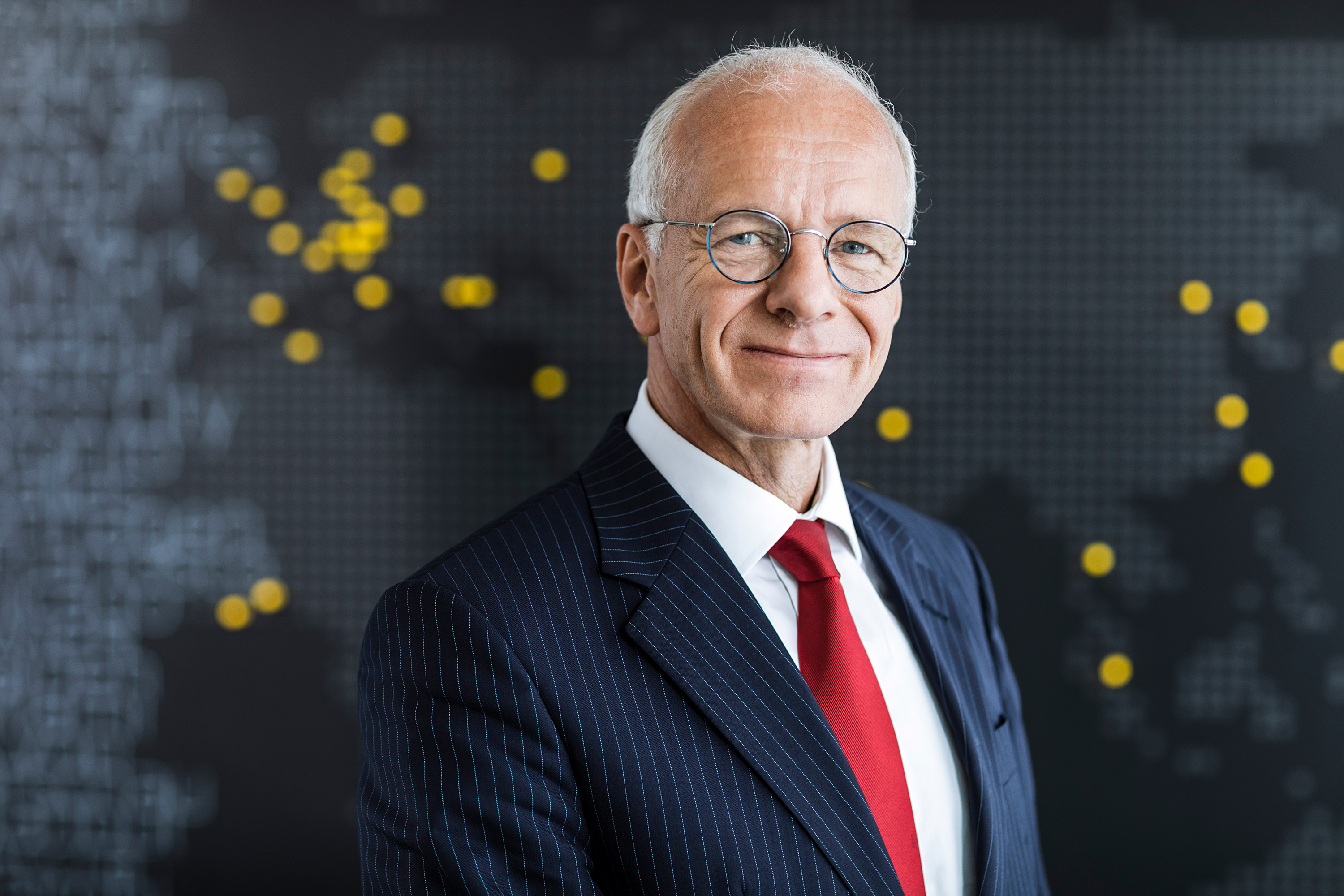
Eckart Brödermann in 2019

Eckart Brödermann (* 1958 in Hamburg) ist ein international tätiger deutscher Rechtswissenschaftler, Fachanwalt für internationales Wirtschaftsrecht, Schiedsrichter und Autor.

## Ausbildung und Zulassungen
Nach seinem Abitur am Johann-Rist-Gymnasium in Wedel bei Hamburg studierte Brödermann ab 1977 in Frankreich, USA und Deutschland. Er schloss 1980 in Paris mit dem Licence en droit ab, 1981 mit dem Maîtrise en droit. An der Harvard Law School erwarb er 1983 einen Master of Laws (East Asian Studies Program), in Hamburg legte er 1987 das erste Juristisches Staatsexamen ab und wurde 1994 Doktor der Rechte. 1980 wurde ihm aufgrund seiner Leistungen in einem Wettbewerb im Bereich Rechtsgeschichte vom französischen Universitätsministerium der Titel Lauréat du Concours Général verliehen.
Bei Praktika 1979 in Piräus und 1981 in London befasste er sich mit Seerecht. In Sommerakademien in Thessaloniki und Den Haag beschäftigte er sich mit Weltraumrecht und internationalem Privatrecht.
1984 wurde Brödermann als Attorney at Law in New York und 1990 nach dreijährigem Referendariat als Rechtsanwalt in Hamburg zugelassen. Von 1985 bis 1987 absolvierte er sein drittes Studium als Rechtsbeistand für das Recht von New York und US Bundesrecht in Hamburg. 2011 wurde Brödermann als Fellow des Chartered Institute of Arbitrators (London) zugelassen. 2016 wurde ihm der Titel Fachanwalt für Internationales Wirtschaftsrecht verliehen.

## Forschung und Lehre
Seit 1996 unterrichtet Brödermann in verschiedenen Funktionen, insbesondere ab 1997 an der Universität Hamburg, von der er 2011 zum Professor (auf ehrenamtlicher Basis) ernannt wurde. Er hielt auch Gastvorträge in China und USA, unter anderem in Tianjin für die Hanseatische Rechtsanwaltskammer als Teil der China EU School of Law. An der Bucerius Law School hielt er 2009/10 eine Vorlesung zum internationalen Anlagenbau. Seit 1989 unterstützt und berät er die European Law School Association ELSA, zunächst als Berater und seit 2009 als Beirat. Er unterstützte ELSA beim Aufbau eines Förderkreises zur Finanzierung der ELSA.
Der Schwerpunkt seiner Lehre bezeichnet Brödermann als bridge building law: Internationales Privatrecht (Mitautor eines Lehrbuchs seit 1989), Rechtsvergleichung, internationale Vertragsgestaltung (mit interdisziplinären Aspekten) und internationales Schiedsrecht. Brödermann unterstützt seit 2014 das Team der Universität Hamburg des jährlichen weltweiten Studentenwettbewerbs Willem C. Vis International Commercial Arbitration Moot Court, in dem Studierende aus der ganzen Welt im Wettstreit Schriftsätze in englischer Sprache entwerfen und internationale kaufrechtliche Fälle vor einem Schiedsgericht erörtern. 2013 war Brödermann Vorsitzender Schiedsrichter im Finale des XX. Willem C. Vis Moot Court in Wien; 2020 belegte das Team der Universität Hamburg weltweit als 2d runner up den dritten Platz, 2022 den 2. Platz weltweit, 2023 erneut den geteilten dritten Platz (Halbfinalist) bei 379 teilnehmenden Teams weltweit.
Zu Beginn seiner Lehrtätigkeit an der Universität Hamburg setzte sich Brödermann für die Schaffung eines Ergänzungsstudiengangs Wirtschaftsrecht und später eines LL.M. Asian-European Business Transactions an der Universität Hamburg (inkl. Akkreditierungsprozess) ein; dieser wurde später im Zuge Errichtung der China EU School of Law eingestellt. In die Gründungsvorbereitungen für die China EU School of Law war Brödermann über die Hanseatische Rechtsanwaltskammer mit eingebunden worden.
In der Forschung befasst sich Brödermann seit 2004 mit allgemeinen Rechtsprinzipien und Rechtsregeln des allgemeinen Vertragsrechts, die das Internationale Institut für Vereinheitlichung von Privatrecht (UNIDROIT) zwischen 1970 und 2016 zusammengestellt und durch rechtsvergleichende Arbeit fortentwickelt hat; UNIDROIT selbst ist eine 1926 aus dem Völkerbund heraus entstandene internationale Organisation. Die UNIDROIT Grundregeln internationaler Handelsverträge sind international bekannt als UNIDROIT Principles of International Commercial Contracts. 2018 veröffentlichte Brödermann dazu einen Kommentar in englischer Sprache, der in 21 Staaten insgesamt 35-mal rezensiert und 2021 in chinesischer Übersetzung veröffentlicht wurde. Seitdem arbeitet er an länder- und marktspezifischen Aufsätzen (z. B. für Asien, Deutschland, Indien oder die USA) sowie an Hintergrundanalysen der während des Gestehungsprozesses des Kommentars veröffentlichten Materialien zu den UNIDROIT Principles. In Mexiko und Guatemala entsteht parallel eine spanische, in Frankreich eine französische Fassung.

## Praxis und Wirken
1996 machte Brödermann sich als Anwalt selbständig, seit 2002 ist die Sozietät als Brödermann Jahn Rechtsanwaltsgesellschaft GmbH eine Kapitalgesellschaft. Sie arbeitet international und befasst sich mit grenzübergreifenden Vertragsabschlüssen und schiedsgerichtlicher sowie außergerichtlicher Streitbeilegung.
Brödermann war 19 Jahre Mitglied im Vorstand der Hanseatischen Rechtsanwaltskammer in Hamburg (2001–2020), mehrere Jahre im Board des (Outer) Space Law Committee der International Bar Association und dessen Delegierter, als Official Observer der Working Group bei der Vorbereitung der Unidroit Principles of International Commercial Contracts 2010. Brödermann war Initiator und Mitgründer des Chinese European Arbitration Center und Mitkoordinator und -autor der IPBA Principles on Privilege and Attorney Secrecy. (2019). Brödermann ist seit Jahren Mitglied im Führungskreis des internationalen Anwaltsnetzwerks Primerus.
Brödermann engagiert sich ehrenamtlich in Projekten der internationalen Rechtsgestaltung, Rechtsbefriedung und der anwaltlichen Selbstverwaltung. Er hat an mehreren europäischen und weltweiten soft law-Projekten mitgewirkt, insbesondere im Bereich Zivil-, internationales Handels- und Schiedsrecht. 2009 gründete er eine Initiative Think Tank Gute Schule.
Seit März 2022 engagiert sich Brödermann als Mitglied und erster Vorsitzender des gemeinnützigen deutsch-ukrainischen Vereins Ukrainian Future Hilfe-Verein. Der Verein bündelt Hilfe für ukrainische Schutzsuchende in vielfältiger Weise (u. a. durch die Koordination psychologischer Unterstützung, einen rechtlichen Krisenstab, sowie umfassende IT-basierte Informationen für Ukrainer), sowie humanitäre Hilfe als offizieller Partner des ukrainischen Gesundheitsministeriums und des ukrainischen Verteidigungsministeriums.

## Privates
Eckart Brödermann stammt aus einer Hamburger Kaufmannsfamilie. Er ist verheiratet und Vater von vier Kindern. Er segelt und engagiert sich im international wirkenden Tönissteiner Kreis (Co-Obmann Hamburg 2003–2011) und in der Harvard University verbundenen Vereinen, er ist unter anderem Gründungsvizepräsident der Harvard Scholarship Foundation seit 2016.

## Schriften (Auswahl)

### Lehrbuch
- zum Internationalem Privat- und Zivilverfahrensrecht: seit 1. Aufl. 1989 mit Joachim Rosengarten: Internationales Privat- und Zivilverfahrensrecht (IPR/IZVR) - Anleitung zur systematischen Fallbearbeitung. "Academia Iuris", 8. Aufl. München (Vahlen) 2019, ISBN 3800654490; Teil I der 5. Auflage (Internationales Privatrecht) ist in einer Übersetzung von Yiliang Dong auch auf Chinesisch erschienen, ISBN 978-3-7357-1329-2.

### Monographien
- Gesellschafts- und Zivilprozessrecht: Die GmbH im Prozeß (mit Volker von Alvensleben, Klaus von Gierke, Wilhelm Happ, Dirk Klevemann, Hubertus von der Recke und Andreas Witte), herausgegeben von Wilhelm Happ, Köln 1997 (Otto Schmidt), ISBN 3-504-32563-1.
- Ostdeutsches Insolvenzrecht: Der Gläubiger in der Gesamtvollstreckung - Verfahrenserläuterungen mit Mustern (mit Volker von Alvensleben, Christian Graf Brockdorff, Philip Dohse, Wilhelm Happ, Eva Maria Huntemann, Ulf Liebelt-Westphal und Ilona Muráti), herausgegeben von Happ/Huntemann, Berlin 1996 (de Gruyter), ISBN 3-11-014471-9.

- Zum Einfluss des Europarechts auf das Internationale Privatrecht: mit Holger Iversen: Europäisches Gemeinschaftsrecht und Internationales Privatrecht, S. 3 ff. Band 57 der Beiträge zum ausländischen und internationalen Privatrecht, Tübingen 1994 (Mohr Siebeck), ISBN 3-16-146319-6.

### Kommentierungen und Buchbeiträge
Internationales Wirtschaftsrecht
- Für Fachanwälte für Internationales Wirtschaftsrecht: „Kapitel 6, Internationales Privatrecht“, in: Burghard Piltz (Hrsg.), Münchener Handbuch für Internationales Wirtschaftsrecht 2017, S. 348–499, ISBN 978-3-406-67834-9

- Europäisches Internationales Privatrecht: Kommentierung der Art. 1–4, 10, 12, 16–20, 22–29 Rom I-VO; abgedruckt in „Einführungsgesetz zum Bürgerlichen Gesetzbuche (EGBGB)“, „Erster Teil Allgemeine Vorschriften“, „Zweites Kapitel Internationales Privatrecht“, „Art. 27-37 Vertragliche Schuldverhältnisse (aufgehoben)“, „Anhang Internationales Privatrecht zum EGBGB“, in: Prütting/Wegen/Weinreich (Hrsg.), BGB Kommentar, Neuwied (Luchterhand), ISBN 978-3472097471, derzeit 17. Aufl. 2022 (sowie Kommentierung der ex-Art. 27–28, 31–32, 35–37 EGBGB in der online-Ausgabe im PWW-Online-Ergänzungsband) (mit Prof. Gerhard Wegen); Co-Autor seit 1. Aufl. 2006
- Internationales Gesellschaftsrecht, abgedruckt in „Einführungsgesetz zum Bürgerlichen Gesetzbuche (EGBGB)“, „Erster Teil Allgemeine Vorschriften“, „Zweites Kapitel Internationales Privatrecht“, dort zwischen „Vierter Abschnitt: Erbrecht“ und „Fünfter Abschnitt: Schuldrecht“, dort als „Teil B.“ der „Vorbemerkungen vor Art 27 ff Internationales Schuldvertrags- und Gesellschaftsrecht“ (Rn. 17–46, S. 2917 ff.), in: Prütting/Wegen/Weinreich (Hrsg.), mit Gerhard Wegen seit 1. Aufl. 2006 (seinerzeit an anderer systematischer Stelle innerhalb des Kommentars), derzeit 15. Aufl. 2020, Neuwied (Luchterhand), ISBN 978-3472095965

UNIDROIT Principles
- Englischsprachiger Kommentar betreffend internationale Handelsverträge: UNIDROIT Principles of International Commercial Contracts - An Article-by-Article Commentary, Alphen aan den Rijn 2018 (Wolters Kluwer International), ISBN 9789041199560, und Baden-Baden 2018 (Nomos), ISBN 978-3-8487-4812-9; - 35 Rezensionen in 19 Staaten -;Chinesische Übersetzung von Prof. Guiguo Wang (国际统一私法协会 国际商事合同通则-逐条评述), Law Press China 2021, ISBN 978-7-5197-5156-2; auf Englisch auch abgedruckt in Mankowski (Herausgeber), Commercial Law, S. 462–827, ISBN 978-3-8487-3315-6; 2. Auflage 2023 (Nomos), ISBN 978-3-8487-4812-9; Wolters Kluwer International, ISBN 9789041199560.

Schiedsrecht
- Zum chinesischen Schiedsrecht in englischer Sprache: mit Björn Etgen: VIII. Kapitel: Schiedsordnung der China International Economic and Trade Arbitration Commission CIETAC, in: Schütze, Rolf A. (Hrsg.), Institutionelle Schiedsgerichtsbarkeit, Kommentar, 3. Aufl. Köln 2018 (Carl Heymanns), ISBN 978-3-452-28628-4

Deutsches Zivilrecht
- Kommentierung der §§ 759–779 BGB (Leibrente, Unvollkommene Verbindlichkeiten, Bürgschaft, Vergleich) in: Prütting/Wegen/Weinreich (Hrsg.), BGB Kommentar, seit 1. Aufl. 2006, derzeit 15. Aufl. 2020, Neuwied (Luchterhand), ISBN 978-3472095965

### Aufsätze in Zeitschriften und Festschriften
Internationales Privatrecht
- Vom Drachen-steigen-Lassen - Ein internationales Jura-Märchen zum IPR/IZVR -, in: Prof. Dr. Benicke, Christoph, Prof. Dr. Stefan Huber (Hrsg.), National, International, Transnational: Harmonischer Dreiklang im Recht, Festschrift für Herbert Kronke zum 70. Geburtstag, Gieseking Verlag 2020, S. 15 – 30, ISBN 978-3-7694-1227-7
- Paradigmenwechsel im Internationalen Privatrecht - Zum Beginn einer neuen Ära seit 17. Dezember 2009, Neue Juristische Wochenschrift (NJW) 2010, S. 807 ff.
- Die Bedeutung des (internationalen) Gesellschaftsrechts in internationalen zivil- und handelsrechtlichen Schiedsverfahren – Zugleich ein Beitrag zur Auslegung von Art. II, IV und V Abs. 1 (a) des New Yorker Übereinkommens -, in: Cascante, Christian, A. Spahlinger, S. Wilske (Hrsg.) Global Wisdom On Business Transactions, International Law And Dispute Resolution, Festschrift für Gerhard Wegen zum 65. Geburtstag, Festschrift für Gerhard Wegen zum 65. Geburtstag, München (C. H. Beck) 2015, S. 53–71, ISBN 978-3-406-67828-8
- Zustandekommen von Rechtswahl-, Gerichtsstands- und Schiedsvereinbarungen – Rechtssoziologische Notizen, in: Witzleb, N. et al. (Hrsg.), Festschrift für Dieter Martiny zum 70. Geburtstag, Tübingen (Mohr Siebek) 2014, S. 1045–1071, ISBN 978-3-16-153258-0
- Risikomanagement in der internationalen Vertragsgestaltung, Neue Juristische Wochenschrift (NJW) 2012, S. 971 ff.

UNIDROIT Principles
- Un système simple pour les rapports internationaux: contrats commerciaux selon les Principes d'UNIDROIT 2016, in: Juriste International 1, 2021, S. 86 ff.
- Bridge over Troubled Waters for International Commercial Contracts - The UNIDROIT Principles 2016, An Overview from a Long Time User, in: Tulane Journal of International and Comparative Law 2020, Vol 28, S. 193 ff.
- Unidroit Principles: Warum sie die Vertragsgestaltung bereichern – zehn Thesen, Anwaltsblatt (AnwBl) 2020, 478–479 und AnwBl online 2020, 456–469 (als aktualisierte Auflage zu einer Aufsatzfolge in der Zeitschrift für internationales Wirtschaftsrecht Heft 6/2018, Seite 246 ff. und Heft 1/2019, Seite 7 ff.
- The Choice of the UNIDROIT Principles of International Commercial Contracts in a „choice of law“ clause, Bucerius Law Journal (BLJ), Heft 02/2018, S. 79–86
- The UNIDROIT Principles as a Risk Management Tool, in: UNIDROIT, eppur si muove: The age of uniform law – Essays in honour of Michael Joachim Bonell to celebrate his 70th birthday, Rom, Italien (UNIDROIT), S. 1283–1301
- Choice of Law and Choice of UPICC Clauses in the Shadow of the Dispute Resolution Clause – Fundamental Aspects of Developing a Coherent Basis for Cross-Border Contracts, Hamburg Law Review (HLR) 2016, S. 21–51
- The Impact of the UNIDROIT Principles on International Contract and Arbitration Practice – the Experience of a German Lawyer, Uniform Law Review 2011, S. 589–612, in aktualisierter Fassung auf Italienisch in: Rivista di Diritto del commercio internazionale 2012, S. 887–906; und in spanischer Übersetzung durch Maximiliano Rodríguez Fernández als: El impacto de los principios UNIDROIT en los contratos internacionales y la práctica arbitral – la experiencia de un jurista alemán, in: Principios UNIDROIT, Estudios en torno a una nueva lingua franca, 2013, S. 183–216)

Schiedsverfahrensrecht
- Chinesische und chinabezogene Schiedsverfahren – Beobachtungen aus Wissenschaft und Praxis -, in: Ebke, Werner F., D. Olzen, O. Sandrock (Hrsg.), Festschrift für Siegfried H. Elsing zum 65. Geburtstag, Frankfurt am Main (dfv Mediengruppe) 2015, S. 53–71, ISBN 978-3800516025
- The Chinese European Arbitration Centre - An Introduction to the CEAC Hamburg Arbitration Rules -, Journal of International Arbitration 2013, S. 301 ff.
- Neue Wege in der Schiedsgerichtsbarkeit: das Chinese European Arbitration Centre (CEAC) für China-Verträge (mit José-Maria Beneyto, Bernhard F. Meyer, Hang Zhao) Recht der Internationalen Wirtschaft (RIW), 2011, S. 12–29

Seerecht
- China and Admiralty – An Introduction to Chinese Maritime Law and U.S.-Chinese Shipping Relations, Aufsatzreihe in: Journal of Maritime Law and Commerce (USA) 1984, S. 419–453; 1984, S. 539–581; 1985, S. 65–99

Rechtsvergleichung
- Der Eigentumsvorbehalt in Frankreich und Deutschland, Zeitschrift für Vergleichende Rechtswissenschaft (ZVglRWiss) 83 (1984), S. 178 ff

Völkerrecht (Weltraumrecht)
Quelques réflexions sur le rôle de la coutume internationale dans le droit de l’espace, in: Institute of International Public Law and International Relations of Thessaloniki (Hrsg.), Thesaurus Acroasium Vol. X, S. 809–823, Thessaloniki 1981

### Mitherausgeber
- Hamburg Law Review (mit Hinrich Julius und Marian Paschke), Heft 2/2018: Toward Use of the UNIDROIT Principles 2016 in Practice – a Bridge between Common and Civil Law; ISBN 978-3-7494-9295-4

### Streitschrift
- mit Philipp von Dietze, Eckard von Bodenhausen, Primarschule – Der richtige Weg für Ihre Kinder? Schulreformchaos in Hamburg (2009); ISBN 978-3837039627